# Gumawang (Kuwarasan)
Gumawang is een bestuurslaag in het regentschap Kebumen van de provincie Midden-Java, Indonesië. Gumawang telt 1843 inwoners (volkstelling 2010).